# In the Name of the Holocaust
In the Name of the Holocaust is een compositie van John Cage geschreven voor een geprepareerde piano en is van oorsprong muziek voor ballet.
De compositie is een van de eersten toen Cage de draad weer oppakte met dit instrument. Na het eerste Bacchanale liet hij de bewerkte piano voor wat het was en wijdde zich weer aan de percussie. Hij keerde in 1942 op zijn schreden terug en kwam met dit kleine herdenkingswerk aan de Holocaust, die toen nog in volle gang was. De titel verwijst naar die Holocaust, maar volgens de site die gewijd is aan Cage ook naar Holy Ghost, een werk van James Joyce.
Qua sfeer zit het werk tussen Bacchanale en The Perilous Night in. Cage ontdekte gedurende de jaren 1942 en 1943 nieuwe mogelijkheden op de geprepareerde piano. Deel 1 begint als een "normaal" pianowerk, af en toe onderbroken door een soort beiaardachtige klanken. De pianoklanken zijn nog overheersend ten opzichte van de percussieve elementen. In deel 2, dat iets meer neigt naar percussie, zit een passage die alleen mogelijk is op een piano. De toetsen worden aangeslagen met de volle lengte van de (linkerarm, rechterpedaal ingedrukt; de klank is dan alleen maar piano, maar de aanslag heeft het effect van brekend hout.
De première vond plaats in Chicago met Cage achter de piano; choreografie van Merce Cunningham met wie Cage gedurende die jaren veel werkte. Er werd gedanst door Cunningham en Jean Erdman.

## Beperkte discografie
- Uitgave Mode Records: Philipp Vandré, piano
- Uitgave MDG: Steffen Schleiermacher
- Uitgave Wergo: Joshua Pierce
- Uitgave Col Legno: Markus Hinterhausen
- Uitgave New Albion: Margaret Leng Tan